# Липовчанский
Липовча́нский — хутор в Шпаковском муниципальном округе Ставропольского края России.

## Название
Первоначально населённый пункт назывался Мальчевским — по фамилии прежнего землевладельца. Кандидат исторических наук Владимир Александрович Колесников связывает последнего с «территорией Украины, где оказалось немало потомков обедневшей шляхты, учитывая, что Мальчевские (Malczewscy) известны среди польского дворянства»:87.
Нынешнее название по одной из версий дано в честь основателей хутора братьев Липовченко:126, по другой — в честь писаря Архипа Ефимовича Липовченко, который, согласно преданию, сумел уговорить Мальчевского продать землю первым поселенцам в рассрочку, помог им оформить права на земельные наделы и постройку домов. Со временем в написании наименования хутора букву «е» заменили на «а» и получилось Липовчанский:126.

## География
Хутор расположен на окраине Тёмного леса, у восточного подножия горы Стрижамент (831,8 м):126 — наивысшей точки Ставропольской возвышенности. Рядом протекает река Егорлык, берущая начало у северо-восточной окраины станицы Новоекатериновской:37.
Расстояние до краевого центра: 26 км. Расстояние до районного центра: 36 км. Ближайшие населённые пункты: станицы Новоекатериновская и Темнолесская.
Транспортное сообщение с краевым центром осуществляется по автодороге «х. Липовчанский — ст. Темнолесская — примыкание к а/д подъезд к Ставрополю от а/д „Кавказ“» (22,5 км).

## История
Хутор основан в конце XIX века переселенцами из Киевской, Черниговской и Полтавской губерний на земле, арендованной у отставного хорунжего Ильи Ивановича Мальчевского (в прошлом жителя станицы Темнолесской):91—93.

Согласно «Положению» от 23 апреля 1870 г., предоставлявшему офицерам и чиновникам Кубанского войска земли в потомственную собственность, (…) Мальчевскому выделили участок в 200 десятин выше от ст. Темнолесской по течению р. Егорлык. Подобно большинству кубанских офицеров, И. И. Мальчевский вскоре сдал полученную землю в аренду переселенцам из Украины, устроившим на её территории хутор. Согласно воспоминаниям старожилов ст. Темнолесской, последний довольно долгое время именовался Мальчевским, а его жителей, которых, по сведениям 1896 г., насчитывалось 14 дворов с 86 душами обоего пола, соответственно, называли «мальчевцами». И лишь в начале XX в. появляется название Липовчанский, сохранившееся и по сей день.— Колесников В. А. К родословным блестящих кубанских офицеров — Мальчевских и Суржиковых:91
По информации В. А. Колесникова, наследники И. И. Мальчевского впоследствии «продали принадлежавшие им в станичном юрте земли крестьянским товариществам и частным лицам»:93.
В «Кубанском календаре на 1916 год» имеются данные о Липовченском (Липовченковском) крестьянском поземельном товариществе, образованном в 1902 году. Административно оно было причислено к упомянутой выше станице Темнолесской Лабинского отдела Кубанской области, находилось от неё в 6 верстах. В 1915 году в товариществе было 400 десятин земли, 15 дворов (домохозяйств), 119 душ (мужского пола — 58, женского — 61).
В списке населённых мест Армавирского округа Северо-Кавказского края на 1926 год значится хутор Липовчинский Темнолесского сельсовета Невинномысского района, расположенный в 5 верстах от центра сельсовета — станицы Темнолесской. На 17 декабря 1926 года в нём числилось 44 хозяйства, 226 жителей (мужского пола — 109, женского — 117):62—63. Согласно «Поселенным итогам переписи 1926 года по Северо-Кавказскому краю», национальный состав населения хутора был представлен украинцами (206 человек) и великороссами (20 человек):28.
В августе 1928 года постановлением Президиума ВЦИК станица Темнолесская и хутор Липовчанский переданы из Невинномысского района Армавирского округа в состав Ставропольского района Ставропольского округа Северо-Кавказского края (с 1957 — Михайловского района Ставропольского края).
В период коллективизации на хуторе организовалось ТОЗ «Ясное утро». На 1 ноября 1929 года в ТОЗ входило 13 хозяйств, 79 человек. Позже (по некоторым данным, в 1938 году) оно было преобразовано в колхоз им. Молотова. В 1950 году колхоз им. Молотова объединился с колхозами «Сельмашстрой», «Красный боец» и им. Сталина. В 1958 году укрупнившийся колхоз переименовали в «Темнолесский», в 1970-м — в колхоз им. Ворошилова.
Согласно карте Генштаба Красной армии 1941 года, на начало Великой Отечественной войны Липовчанский состоял из 86 дворов. Во время войны многие жители хутора (примерно по 2—3 человека с каждого двора) ушли на фронт; более 40 из них не вернулись домой. В августе 1942 года Липовчанский был оккупирован войсками гитлеровской Германии. Освобождён 20 января 1943 года.
Весной 1954 года в Липовчанском началось радиовещание. В 1960-х гг. хутор был электрифицирован. Тогда же здесь открылся новый клуб с кинозалом.
В связи с упразднением в 1963 году Михайловского района хутор Липовчанский вместе с другими населёнными пунктами Темнолесского сельсовета был передан в состав Шпаковского района Ставропольского края:28.
27 мая 1970 года открылась Липовчанская библиотека (ныне — библиотека-филиал № 12). По состоянию на начало 1970-х годов на территории хутора функционировала производственная бригада № 3 колхоза им. Ворошилова. В конце 1970-х в Липовчанском закрылась местная школа; позже проживающие в хуторе дети начали посещать Темнолесскую среднюю школу (ныне — СОШ № 9).
Согласно данным на 1 января 1983 года, хутор по-прежнему числился в составе Темнолесского сельсовета:29. На карте Генштаба ВС СССР 1985 года издания для Липовчанского указана численность населения около 210 человек.
В конце 1980-х в Липовчанском построили медпункт. В 1995-м хутор газифицировали.
В 1996—2020 гг. Липовчанский входил в состав упразднённого Темнолесского сельсовета Шпаковского муниципального района Ставропольского края.

В конце 90-х годов произошёл распад колхозного хозяйства. Члены колхоза получили земельные паи. Техника была распродана, колхозные строения проданы или разрушены, а большинство полей заросли сорняком. Люди остались без работы, часть домов проданы под дачи, а некоторые стоят пустые. (…) Коренного населения на х. Липовчанском осталось совсем мало. В основном это дачники и люди, которые вышли на пенсию (…).— История одного хутора
В 2009 году к хутору провели водопровод (до этого воду сюда доставляли в бочках из станицы Темнолесской).
К концу 2011 года, по информации администрации сельсовета, в Липовчанском насчитывался 91 двор со 149 жителями.

## Население
| 1989 | 2002 | 2010 | 2013 | 2014 |
| ---- | ---- | ---- | ---- | ---- |
| 179  | ↗194 | ↘149 | →149 | ↘100 |

По данным переписи 2002 года, 88 % населения — русские.
По сведениям администрации Темнолесского сельсовета, численность населения хутора составляла: в 2014 году — 148 человек, в 2016-м — 153 человека, в 2018-м — 151 человек.

## Инфраструктура
На территории Липовчанского находятся библиотека, фельдшерско-акушерский пункт, магазин.
Улично-дорожная сеть включает 4 улицы (Лесная, Луговая, Полевая, Раздольная) и 4 переулка (Восточный, Грушевый, Пасхальный, Трудовой). В районе улицы Лесной расположено общественное открытое кладбище площадью 2742 м².
Хутор электрифицирован от государственной ЛЭП. Водоснабжение осуществляется от родника Банный, находящегося в верховьях балки Краснояровской на северном склоне горы Стрижамент.

## Памятники
На хуторском кладбище есть братская могила двух неизвестных военнослужащих Красной армии, убитых в 1918—1920 гг. участниками Белого движения. В 1921 году на могиле установлен памятник в виде надгробия и стелы.

## Археология
В 2,4 км на юго-запад от окраины хутора Липовчанский, на вершине между правым высоким берегом реки Егорлык и верховьями балки Дерезина, расположен курганный могильник «Новоекатериновский-3» (эпоха бронзы — средневековье). Могильник состоит из 2 курганных насыпей. Представляет научную, историческую и культурную ценность, является объектом археологического наследия.